# Бужур (гора)
Бужур (баш. Божор) — гора в Ишимбайском районе Башкортостана. Абсолютная высота — 549,0 м. Находится в междуречье Ряузяк и Малый Ряузяк.
Склоны пологие. У южного подножия протекает река Бужур (бассейн реки Малый Ряузяк). Межгорной котловиной отделена от горы Шагибуа.

## Состав
Песчаники, аргиллиты, конгломераты венда.

## Этимология
Топоним имеет башкирское происхождение: в некоторых районах Республики Башкортостан «божор» — «рябчик». Другое значение «божор, быжыр» — «рябь, зыбь», «пёстрый»/